# Stenoptera ecuadorana
Stenoptera ecuadorana là một loài thực vật có hoa trong họ Lan. Loài này được Dodson & C.Vargas miêu tả khoa học đầu tiên năm 1998.